# حصار دوین
حصار دوین یک روستا در ایران است که در دهستان حومه (شیروان) واقع شده‌است. حصار دوین ۴۳۳ نفر جمعیت دارد.